# Fundació Catalana Síndrome de Down
Fundació Catalana Síndrome de Down és una fundació catalana fundada el 30 de març de 1984 per un grup de pares i professionals amb la finalitat de donar suport des del diagnòstic prenatal i naixement fins a l'edat adulta d'aquelles persones que tenen la síndrome de Down, i fer-ne possible la seva inclusió en la societat. La seva cofundadora i presidenta fins al 2018 fou Montserrat Trueta i Llacuna i té la seu a Barcelona. Ha impulsat conferències i cicles pedagògics, així programes d'integració laboral. El 2009 va rebre la Creu de Sant Jordi.

## Premis
- 1988: Premi INSERSO de fotografia al conjunt de fotografies Integració en l'Esport.
- 1992: Creu de Sant Jordi a Montserrat Trueta, presidenta del Patronat de la Fundació Catalana Síndrome de Down, «per la seva gran tasca envers la integració social de les persones amb discapacitat».
- 1993: Premi Relacions Públiques Catalunya 92 «per les seves accions en el camp de la imatge amb discapacitat».
- 2002: Premi Extraordinari de la I Edició del Premis Catalunya d'Educació, del Departament d'Ensenyament de la Generalitat de Catalunya, «per la intensa tasca i dedicació excepcional en favor de la integració socio-escolar de nens i nenes amb la síndrome de Down».
- 2004: Medalla d'Honor del Parlament, categoria or, a Montserrat Trueta «pel seu treball en la millora de la qualitat de vida de les persones amb síndrome de Down i per la seva contribució a la integració social de les persones amb discapacitat intel·lectual».
- 2006: Premi Solidari de la III Edició dels Premis Llongueras de Moda i Imatge, per ésser «l'entitat que més ha contribuït a solucionar algun dels problemes socials a Espanya durant el 2005».
- 2007: Medalla d'or de la Cruz Roja Española, en reconeixement de «la tasca que desenvolupa en favor de les persones amb discapacitat intel·lectual».
- 2008: Sa Majestat La Reina Sofia lliura la Cruz de Oro de la Orden Civil de la Solidaridad Social 2007, del Ministerio de Trabajo y Asuntos Sociales, a Montserrat Trueta «en reconeixement de la seva dedicació, atenció i defensa dels drets de les persones amb discapacitat i el seu treball al capdavant de la Fundació Catalana Síndrome de Down».
- 2009: Creu de Sant Jordi per «una trajectòria rellevant en la millora de la qualitat de vida de les persones amb aquesta síndrome o altres discapacitats intel·lectuals. La tasca d'organització fa possible la integració d'aquestes persones a la societat i l'assoliment del màxim grau de dignitat, respecte, autonomia i benestar».
- 2010: Premio Reina Sofía de Prevención de la Discapacidad «pels treballs de l'equip del Centre Mèdic Down, adreçats a donar resposta mèdica a la realitat que viuen les famílies amb persones amb la síndrome de Down, a partir de la investigació biomèdica, desenvolupament assistencial, difusió i divulgació mèdica, amb el resultat d'una integració social i laboral certa».
- 2011: Premi Lectura Fàcil, categoria Estímul a la Continuïtat, de l'Associació Lectura Fàcil, pel Club de Lectura de la Fundació.
- 2012: Premi «Ramon de Teserach», que atorga l'Acadèmia de Ciències Mèdiques i de la Salut i Catalunya i Balears, en reconeixement de la tasca del Centre Mèdic Down per a la promoció de la salut.
- XII Premi Solidaritat Xavier Fàbrega, de l'Agrupació d'Antics Alumnes del col·legi Bell-lloc.
- 2014: Placa al Treball President Macià «per la feina feta al servei d'integració laboral Col·labora».